# Chanteloup, Manche

Chanteloup este o comună în departamentul Manche, Franța. În 1 ianuarie 2022 avea o populație de 393 de locuitori.